# Miquel Periel
Miquel Periel Mitjana (Barcelona, 12 de setembre de 19??) és un actor català. Va estudiar a l'Institut del teatre de Barcelona i l'any 1977 va entrar a formar part de la companyia Dagoll Dagom on va fer d'actor fins a l'any 1992 (Antaviana, La nit de Sant Joan, Glups!, El Mikado, Mar i Cel i Flor de Nit). D'aleshores ençà s'ha dedicat a la direcció de càsting i ha col·laborat en les tasques de direcció. Va treballar amb Dagoll Dagom fins que es va jubilar.